# NGC 3071

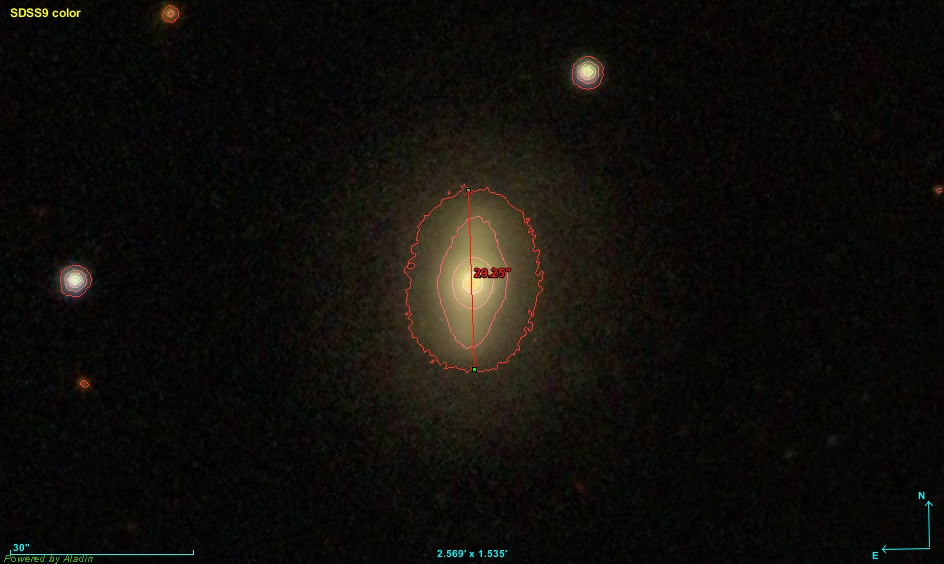
Image de contour réalisée avec le programme Aladin.

NGC 3071 est une galaxie lenticulaire naine située dans la constellation du Lion. NGC 3071 a été découverte par l'astronome autrichien Johann Palisa en 1886.

## Caractéristiques
Sa vitesse par rapport au fond diffus cosmologique est de 6 684 ± 19 km/s, ce qui correspond à une distance de Hubble de 98,6 ± 6,9 Mpc (∼322 millions d'al).
À ce jour, une mesure non basée sur le décalage vers le rouge (redshift) donne une distance d'environ 97,900 Mpc (∼319 millions d'al). Cette valeur est à l'intérieur des valeurs de la distance de Hubble.